# 北村克哉
北村 克哉（きたむら かつや、1985年12月14日 - 2022年10月12日）は、日本の元アマチュアレスリング選手、元プロレスラーで、アマチュアボディビルダー、総合格闘家、YouTuber、スポーツインストラクター。東京都杉並区出身。

## 来歴
NBAやスラムダンクの影響を受け、8歳から15歳まではバスケットボールに夢中になる。しかしPRIDEを観てからは格闘家を目指して高校からレスリングに転向する。

### アマチュアレスリング時代
日本工業大学駒場高等学校、専修大学卒業。高校時代はフリースタイルの選手で大学時代はフリースタイル・グレコローマンの選手として活躍。
2006年は、に全日本選抜選手権フリースタイル120kg級、2007年に全日本学生選手権グレコローマン96kg級、全日本大学グレコローマン選手権120kg級を制し、2008年～2010年までの全日本選手権グレコローマン96kg級三連覇、2009年から2010年まで全日本選抜選手権グレコローマン96kg級二連覇など全日本レベルの大会で輝かしい成績を収めた。一方、世界選手権3回、アジア選手権は2回、アジア大会に1回選ばれているが国際大会では成績を残せなかった。

#### 高校・大学時代
2003年は、全国高校選抜大会 フリースタイル85kg級 3位、インターハイ フリースタイル85kg級 3位、国民体育大会（国体少年の部）フリースタイル97kg級 1位。
2004年は、JOC杯ジュニア フリースタイル96kg級 3位、東日本学生新人選手権（秋季）グレコローマン96kg級 2位、全日本選手権フリースタイル120kg級 3位。 
2005年は、東日本学生新人選手権（春季）フリースタイル120kg級 2位、全日本大学グレコローマン選手権 グレコローマン120kg級3位、全日本大学選手権 フリースタイル120kg級  3位、東日本学生新人選手権（秋季）フリースタイル120kg級 1位、東日本学生新人選手権（秋季）グレコローマン120kg級 1位、全日本選手権 フリースタイル120kg級3位。
2006年は、全日本選抜選手権フリースタイル120kg級1位、全日本学生選手権フリースタイル120kg級2位、世界選手権フリースタイル120kg級20位。
2007年は、全日本選抜選手権グレコローマン96kg級2位、全日本学生選手権グレコローマン96kg級1位、全日本学生選手権フリースタイル120kg級3位、全日本大学グレコローマン選手権120kg級1位、全日本大学選手権フリースタイル120kg級3位。

#### 社会人時代
2008年の国体よりグレコローマンスタイル専門となり、大学卒業後は専修大レスリング部の先輩馳浩-谷川貞治の関係でFEGに入社。FEGがK-1の運営母体でもあることから総合格闘技転向も取りざたされたが、本人はアマチュアレスリング専念の意思を示した。2008年は、国民体育大会（成年）男子グレコローマン120kg級1位、全日本選手権グレコローマン96kg級1位。
2009年は、アジア選手権グレコローマン96kg級8位、全日本選抜選手権グレコローマン96kg級1位、世界選手権グレコローマン96kg級27位、全日本選手権グレコローマン96kg級1位。
2010年は、デーブ・シュルツ記念国際大会グレコローマン96kg級 2敗、全日本選抜選手権グレコローマン96kg級1位、アジア選手権グレコローマン96kg級9位、世界選手権グレコローマン96kg級20位、アジア大会グレコローマン96kg級7位、全日本選手権グレコローマン96kg級1位。　FEGの経営悪化が原因でドン・キホーテに所属を移す。（谷川貞治-安田隆夫のラインで移籍）
2011年4月の全日本選抜選手権グレコローマン96kg級で優勝。

#### ドーピング違反による順位剥奪
同6月13日、日本レスリング協会が東京・岸記念体育会館内で記者会見し、日本アンチードーピング機構（JADA）から、北村が、4月の全日本選抜選手権で優勝した際のドーピング検査で陽性を示したとの通知を受けたことを発表。　JADA規定通り同大会の順位ははく奪され、陽性が確定した2011年5月17日から2年間、資格停止処分となった。
その後ドン・キホーテを退社。アマチュアレスリングを引退後は、2013年から2015年末までケビン山崎のトレーニングジム「トータル・ワークアウト」で、パーソナル・トレーナーを務めた。

### 格闘家時代
2015年7月に専修大レスリング部の先輩である馳浩のすすめで、格闘技イベント『巌流島』の第2回公開検証へ参戦。 ボロドバートル・オンダラルを下し、プロデビュー戦を勝利で飾った。その後大会に観に来ていた、新日本プロレスの木谷オーナーから新日本プロレスにスカウトされる。

### プロレスラー時代
2016年1月3日、ディファ有明で開催されたプロレス祭りの公開記者会見にて新日本プロレスへの入団を発表。
約1年以上の練習生期間を経て、2017年3月13日、福井県産業会館・1号館展示場大会にて岡倫之とのタッグでゲリラズ・オブ・デスティニー（タマ・トンガ & タンガ・ロア）を相手にプロレスデビューを果たした。
2017年11月5日、POWER STRUGGLEの第0試合でデビッド・フィンレーとシングルマッチで対戦。試合後、フィンレーにWORLD TAG LEAGUE出場のためのパートナーに誘われ、快諾する。これによりフィンレーとのタッグでWORLD TAG LEAGUEに初出場するが、全敗に終わった。
2017年10月12日から12月21日にかけてヤングライオン同士の総当たり戦方式で行われたヤングライオン杯に出場し、5戦全勝で優勝した。
2018年1月5日からは北村克哉7番勝負として先輩レスラーとのシングルマッチが組まれた。最終戦が3月6日の旗揚げ記念日で行われる予定であったが、3月4日の茨城大会で脳震盪を起こした為欠場となり、最終戦は延期となった。
2019年2月5日、新日本プロレスのHPにて北村が練習中の怪我のため、1月31日をもって新日本プロレスを退団したと発表があった。手首のケガでプロレスを行うことが困難になった為としている。

#### プロレスラー時代の得意技
- ジャックハマー
- スピアー
- 逆水平チョップ
- ブレーンバスター

### ユーチューバー・アマチュアボディビルダー時代
プロレスラー引退後、格闘技のオファーや他団体のプロレスのオファーが来たが断り、2019年4月1日に自身のInstagramにてIFBBプロボディビルダーを目指すことを示唆。5月8日にYouTubeに「バルクアカデミー」というチャンネルを開設。YouTuberとして活動を開始。10月19日に行われた「IFBB PRO League x NPCJ Japan」にて初めてのボディビル大会に出場。エントリー人数10人中6位の成績に終わった。(同じ6位の選手5名のうち加点者が2名。0点は北村を含めた3名) 11月16日に行われた「Olympia Amateur Japan 2019」に出場。
2020年2月、突然YouTubeにアップロードされていた動画が削除され、2月7日に投稿された動画で独立を宣言する。3月20日、YouTubeのチャンネル名を「NORTH VILLAGE」に変更した。7月に「TOTAL Workout」で同僚だった人物が経営するジムのスペシャルアドバイザー兼臨時パーソナルトレーナーとして契約したことがジムのHPで発表された。9月5日に行われた「Evolgear Hidetada Yamagishi, Iris Kyle Japan Classic」のボディビルヘビーウェイト部門に出場。エントリー人数7人中6位の成績に終わった。10月3日に行われた「2020 IFBB PRO League x FWJ Y-4 Gym Classic」のボディビルディングオープンカテゴリーに出場し3位入賞（エントリーは3人）。同日、YouTubeチャンネル名が突然「バルクアカデミー2 -北村克哉-」に変更された。11月14日に行われた「IFBB Professional League Japan National Pro Qualifier」のボディビルヘビーウェイト部門に出場し２位入賞(エントリー人数5人)。
12月13日にはABEMAで配信された『K-1 DX』シリーズ第二弾『安保瑠輝也、誰とでも戦います』内にて安保瑠輝也とキックボクシングルールで対戦。1RKO負けを喫する。
2021年5月22日に行われた「EVOLGEAR Hidetada Yamagishi, Iris Kyle Japan Classic」のボディビルヘビーウェイト部門に出場し3位入賞(エントリー人数5人)。11月13日に行われた「2021 IFBB PRO League x FWJ ALL JAPAN BIKINI PHYSIQUE CHAMPIONSHIPS」のメンズフィジーク オープン 175cm以上カテゴリーに出場したが結果は9位だった。

### 総合格闘家時代
2021年10月29日、総合格闘技RIZIN記者会見に出席し、11月20日、沖縄アリーナ大会でのボビー・オロゴン戦が発表された。
2021年11月20日、 RIZIN.32にて総合格闘家としてデビュー戦に臨み、ボビー・オロゴンと対戦。2Rにリアネイキッドチョークで一本負けを喫した。

### 死去
2022年10月12日、体調に異変を感じて自ら呼んだ救急車で病院に搬送されたが、同日午後3時54分搬送先の病院で急性心不全のため死去した。36歳没。10月9日に動画をYouTubeに投稿したばかりであり、関係者によれば1ヶ月後のボディビル大会へ参加を計画し、高負荷の筋トレや食事制限を行っていたとされている中での出来事であった。
訃報は同月14日に明らかになり、この日はかつて北村が所属した新日本プロレスでは後楽園ホールで大会を行っていたが、同期であったグレート-O-カーンが入場時に北村が入場の際に行っていたパフォーマンスを行った。また、バックステージでは、涙を流しながら北村の死に触れた。

## 戦績

### 総合格闘技
| 総合格闘技 戦績 | 総合格闘技 戦績 | 総合格闘技 戦績 | 総合格闘技 戦績 | 総合格闘技 戦績 | 総合格闘技 戦績 | 総合格闘技 戦績 |
| --------------- | --------------- | --------------- | --------------- | --------------- | --------------- | --------------- |
| 1 試合          | (T)KO           | 一本            | 判定            | その他          | 引き分け        | 無効試合        |
| 0 勝            | 0               | 0               | 0               | 0               | 0               | 0               |
| 1 敗            | 0               | 1               | 0               | 0               | 0               | 0               |

| 勝敗 | 対戦相手         | 試合結果                       | 大会名   | 開催年月日     |
| ×    | ボビー・オロゴン | 2R 2:34 リアネイキッドチョーク | RIZIN.32 | 2021年11月20日 |

### 異種格闘技
| 勝敗 | 対戦相手                   | 試合結果                       | 大会名                                                 | 開催年月日    |
| ○    | ボルドバートル・オンダラル | 1R 2:16 一本勝ち（三度の転落） | 巌流島 Staging tournament 公開検証2 "スーパーファイト" | 2015年7月18日 |

## タイトル履歴

### レスリング[3]
- 国民体育大会（国体少年の部）フリースタイル97kg級　優勝（2003年）
- 東日本学生新人選手権（秋季）フリースタイル120kg級　優勝（2005年）
- 東日本学生新人選手権（秋季）グレコローマン120kg級　優勝（2005年）
- 全日本選抜選手権フリースタイル120kg級　優勝（2006年）
- 全日本学生選手権グレコローマン96kg級　優勝（2007年）
- 全日本大学グレコローマン選手権120kg級　優勝（2007年）
- 国民体育大会（成年）男子グレコローマン120kg級　優勝（2008年）
- 全日本選手権グレコローマン96kg級　優勝（2008年、2009年、2010年）
- 全日本選抜選手権グレコローマン96kg級　優勝（2009年、2010年）

### 新日本プロレス
- ヤングライオン杯 優勝（2017年）[38]

## 出演

### ウェブドラマ
- 『99.9-刑事専門弁護士- SEASONⅡ［MONSTER COOKING］特大☆中西ジャーマンポテトに挑戦!!』（2017年2月4日、TBS公式 YouTuboo）- アシスタント・北村克哉役[39][40]

### バラエティー
- アオハルTV（2019年8月11日、フジテレビ）[1]
- 内村のツボる動画（2020年7月14日、テレビ東京）
- モノノケハント（2021年3月29日、フジテレビ）